# Batomo
Batomo est un village du Cameroun situé dans la région du Nord-Ouest, le département du Menchum, l'arrondissement de Menchum Valley et la commune de Benakuma, à proximité de la frontière avec le Nigeria.

## Localisation
Batomo est localisé à 6° 15' 19 N et 9° 50' 36 E à environ 52 km de distance de Bamenda, le chef lieu de la Région du Nord-Ouest et à 324 km de Yaoundé la capitale du Cameroun.

## Population
Lors du recensement de 2005, on y a dénombré 1 179 personnes dont 597 hommes et 582 femmes.

## Éducation
Il y a trois écoles publiques : G.S Batomo, G.S Bucheny, G.S.D Agbala.

## Langue
On y parle le mesaka, une langue tivoïde.